# Đàn ghi ta của Lorca
Đàn ghi ta của Lorca là bài thơ của nhà thơ Thanh Thảo, sáng tác năm 1979 trong tập thơ Khối vuông ru bích xuất bản năm 1985. Bài thơ viết về nhà thơ người Tây Ban Nha Federico García Lorca. Trích đoạn của bài thơ được đưa vào sách giáo khoa ngữ văn lớp 12 chương trình phổ thông 2018, và được nhạc sĩ Thanh Tùng phổ nhạc thành bài hát Cây đàn ghita của Lorca.

## Phổ nhạc
Nhạc sĩ Thanh Tùng đã dựa trên ý của bài thơ này, kết hợp với giai điệu ghi ta cổ điển của Hình Phước Liên để sáng tác bài hát Cây đàn ghi ta của Lorca vào năm 1985. Bài hát này đôi khi còn được biết đến với tên là Nếu tôi chết hãy chôn tôi với cây đàn ghi ta.